# 拜姓忽兒
拜姓忽兒（?—?），一作伯升豁儿多黑申，蒙古海都汗的长子，成吉思汗的五世祖，生子敦必乃。拜姓忽兒死后，他的妻子又嫁给了拜姓忽兒的弟弟察剌孩领忽，生有一个儿子，名为别速歹。